# Абдуллаев, Мухаммадкадыр Маматкулович
Мухаммадкадыр Маматкулович Абдуллаев (узб. Muhammadqodir Mamatqulovich Abdullayev; род. 15 ноября 1973, Андижан, Узбекская ССР) — узбекский боксёр, олимпийский чемпион 2000 года, чемпион мира 1999 года, двукратный чемпион Азии (1997, 1999), чемпион Азиатских игр (1998), победитель Кубка мира (1998), лучший спортсмен Узбекистана 1999 и 2000 годов. Первый олимпийский чемпион по летним видам спорта в истории Узбекистана. В 2001 году его изображение было помещено на почтовой марке Узбекистана.

## Спортивная карьера

### Любительский ринг

#### Олимпийские игры 1996 года
- 1/32 финала: уступил американскому боксёру Терренсу Котену.

#### Олимпийские игры 2000 года
- 1/16 финала: победа по очкам (17:7) над пуэрто-риканским боксёром Мигелем Котто.
- 1/8 финала: победа за явным преимуществом в четвёртом раунде над бразильским боксёром Келсоном Пинту.
- 1/4 финала: победа по очкам (9:6) над белорусским боксёром Сергеем Буковским.
- 1/2 финала: победа за явным преимуществом над алжирским боксёром Мохамедом Аллалу.
- Финал: победа по очкам (27:20) над американским боксёром Рикардо Уильямсом.

### Профессиональный ринг
Профессиональную карьеру Мухаммадкадыр начал 6 апреля 2001 года боем против американца Махана Вашингтона, в котором одержал победу по очкам единогласным решением судей.

## 11 июня2005Мигель Анхель Котто —Мухаммадкадыр Абдуллаев
- Место проведения:  Мэдисон Сквер Гарден, Нью-Йорк Сити, Нью-Йорк, США
- Результат: Победа Котто техническим нокаутом в 9-м раунде в 12-раундовом бою
- Статус: Чемпионский бой за титул WBO в 1-м полусреднем весе (3-я защита Котто)
- Рефери: Джонни Каллас
- Счёт судей: Мелвина Лейтэн (79—73), Джули Ледерман (79—73), Денни Нелсон (78—74) — все в пользу Котто
- Время: 0:57
- Вес: Котто 62,90 кг; Абдуллаев 62,90 кг
- Трансляция: HBO BAD
- Счёт неофициального судьи: Харольд Ледерман (78—74 Котто)

В июне 2005 года Котто встретился с Мохамедом Абдуллаевым, которому проиграл на Олимпийских играх 2000 года. К концу боя у Абдуллаева закрылся правый глаз. В начале 9-го раунда рефери прервал поединок и отвёл Мухаммадкадыра к врачу. Доктор посоветовал прекратить поединок. Рефери зафиксировал нокаут в пользу пуэрториканца.

## Результаты боёв
В таблице перечислены результаты всех поединков боксёров.
В каждой строке указан результат поединка. Дополнительно номер поединка обозначен цветом, который обозначает итог поединка. Расшифровка обозначений и цветов представлена в нижеследующей таблице.
| Пример | Расшифровка                     |
| ------ | ------------------------------- |
|        | Победа                          |
|        | Ничья                           |
|        | Поражение                       |
|        | Планируемый поединок            |
|        | Поединок признан несостоявшимся |
| КО     | Нокаут                          |
| ТКО    | Технический нокаут              |
| PTS    | Решение судей (по очкам)        |
| UD     | Единогласное решение судей      |
| MD     | Решение большинства судей       |
| SD     | Раздельное решение судей        |
| RTD    | Отказ от продолжения боя        |
| DQ     | Дисквалификация                 |
| NC     | Поединок признан несостоявшимся |

| Бой | Дата             | Соперник             | Судьи           | Место боя                                                                | Раундов | Результат | Дополнительно                                                              |
| --- | ---------------- | -------------------- | --------------- | ------------------------------------------------------------------------ | ------- | --------- | -------------------------------------------------------------------------- |
| 18  | 26 ноября 2005   | Андрей Котельник     | Хайнрих Мехмерт | Вильгельм-Допатка-халле, Леверкузен, Северный Рейн — Вестфалия, Германия | 12      | Поражение | Глен Фелдман 112—116 Хуан Мануэль Гарсия 112—116 Жан-Францис Тупин 112—117 |
| 17  | 11 июня 2005     | Мигель Котто         | Джонни Каллас   | Мэдисон-сквер-гарден, Нью-Йорк, Нью-Йорк, США                            | 12      | Поражение | ТКО9                                                                       |
| 16  | 15 февраля 2005  | Хуан Альберто Годой  | Йоахим Якобсен  | Альте-Райтхале, Штутгарт, Баден-Вюртемберг, Германия                     | 12      | Победа    | КО3                                                                        |
| 15  | 10 апреля 2004   | Джесси Феличиано     | Кенни Бэйлесс   | Мандалай-Бэй, Лас-Вегас, Невада, США                                     | 12      | Победа    | ТКО8                                                                       |
| 14  | 17 февраля 2004  | Ричард Рейна         |                 | Хансехалле, Любек, Шлезвиг-Гольштейн, Германия                           | 10      | Победа    | ДСК9                                                                       |
| 13  | 15 ноября 2003   | Марьян Леондралиу    |                 | Оберфранкенхалле, Байройт, Бавария, Германия                             | 6       | Победа    | ТКО4                                                                       |
| 12  | 3 июня 2003      | Эммануэль Клоттей    | Майк Ортега     | Мохеган Сан Казино, Анкасвилл, Коннектикут, США                          | 10      | Поражение | КО10                                                                       |
| 11  | 19 января 2003   | Филипп Холидэй       | Малколм Булнер  | Телстра Супердоме, Мельбурн, Виктория, Австралия                         | 12      | Победа    | ТКО4                                                                       |
| 10  | 5 октября 2002   | Хуан Антонио Лопес   | Мерв МакДональд | Кобо-холл, Детройт, Мичиган, США                                         | 10      | Победа    | ТКО1                                                                       |
| 9   | 24 августа 2002  | Хосе Апонте          |                 | Ресорт, Атлантик-Сити, Нью-Джерси, США                                   | 8       | Победа    | ТКО1                                                                       |
| 8   | 11 мая 2002      | Хуан Ривьера         | Элмо Адольф     | Гранд-Казино, Билокси, Миссисипи, США                                    | 10      | Победа    | ТКО3                                                                       |
| 7   | 4 апреля 2002    | Хоэль Салас          | Тони Уикс       | Хард-Рок, Лас-Вегас, Невада, США                                         | 10      | Победа    | ДСК9                                                                       |
| 6   | 10 марта 2002    | Хесус Абель Сантьяго | Роберт Бёрд     | Грин-Веллей Ранх Ресорт, Лас-Вегас, Невада, США                          | 6       | Победа    | КО4                                                                        |
| 5   | 3 ноября 2001    | Мигель Ангел Руис    |                 | Эм-Джи-Эм Гранд, Лас-Вегас, Невада, США                                  | 8       | Победа    | ТКО5                                                                       |
| 4   | 21 сентября 2001 | Рей Пелония          |                 | Ташкент, Узбекистан                                                      | 12      | Победа    | ТКО2                                                                       |
| 3   | 1 июня 2001      | Даниель Феликс       |                 | Орлеанс, Лас-Вегас, Невада, США                                          | 6       | Победа    | ТКО5                                                                       |
| 2   | 27 апреля 2001   | Луис Руис            |                 | Цезарс Тахо, Стайтлайн, Невада, США                                      | 4       | Победа    | ТКО1                                                                       |
| 1   | 6 апреля 2001    | Махан Вашингтон      |                 | Тексас Стейшен казино, Лас-Вегас, Невада, США                            | 4       | Победа    | 40-36 40-36                                                                |
| Бой | Дата             | Соперник             | Судьи           | Место боя                                                                | Раундов | Результат | Дополнительно                                                              |

## Награды и звания
- «Узбекистон ифтихори»[2]
- Заслуженный спортсмен Республики Узбекистан (2000)[3]
- Орден «Эл-юрт Хурмати»
- Медаль «Шухрат»